# Кёрсон, Тед
Теодо́р «Тед» Кёрсон (англ. Theodore "Ted" Curson; 3 июня 1935, Филадельфия — 4 ноября 2012, Монтклэр) — американский джазовый музыкант, трубач. Наибольшую известность получил благодаря совместным записям и выступлениям с Чарльзом Мингусом.

## Биография
Теодор Кёрсон родился 3 июня 1935 года в городе Филадельфия, штат Пенсильвания.
Игрой на трубе Тед заинтересовался случайно. Однажды он увидел продавца газет, который играл на серебряной трубе. Однако, его отец хотел, чтобы он играл на альт-саксофоне, подобно Луису Джордану. В 10 лет Тед получил свою первую трубу.
Кёрсон учился в консерватории, в которой обучались такие известные музыканты как Ред Родни, Стэн Гетц и Джерри Маллиган.
После окончания консерватории познакомился с Дейвисом Майлсом, по приглашению которого в 1956 году перебрался в Нью-Йорк. Так началась творческая деятельность Теда. Его выступления имели огромный успех. Пришедший успех позволяет Кёрсону подписать свой первый контракт с Roulette Records.
В конце 50-х — начале 60-х годов он выступает вместе с Сесилом Тэйлором. После этого Кёрсон присоединяется к коллективу Чарльза Мингуса, с которым работает до 1961 года. В данном коллективе Кёрсон исполнял роль не только музыканта. Кроме того, он являлся пресс-секретарём группы.
Важную роль в его творчестве сыграло выступление в июле 1960 года на джазовом фестивале во Франции. Его запомнили в Европе, что в дальнейшем помогло проведению его заокеанских гастролей.
В 60-х годах Кёрсон совместно с Биллом Барроном, с барабанщиком Диком Берком и бас-гитаристом Хербом Бушлером основывает собственную группу. В 1964 году состоялось европейское турне коллектива, который выступал в Копенгагене, Париже, Голландии, Швеции. В 1964 году Тед написал композицию «Слёзы для Долфи» (Tears for Dolphy). Это произведение звучит в нескольких фильмах: «Теорема», «Последняя дата», «Браун Бани».
С 1966 году Кёрсон принимает участием в джазовом фестивале в финском городе Пори. Также он является пресс-секретарём фестиваля.
В 2007 году выступал в Финляндии по приглашению Тарьи Халонен.
Умер 4 ноября 2012 года в Монтклэр, штат Нью-Джерси.

## Дискография

### Сольные записи
- 1961 год — Plenty of Horn
- 1962 год — Fire Down Below (Prestige Records, with Gildo Mahones, George Tucker, Roy Haynes)
- 1964 год — Tears for Dolphy
- 1964 год — Flip Top (Freedom Records)
- 1965 год — The New Thing and the Blue Thing (Atlantic Records)
- 1966 год — Urge (Fontana)
- 1970 год — Ode to Booker Ervin (EMI)
- 1971 год — Pop Wine
- 1973 год — Cattin' Curson with Georges Arvanitas and Chris Woods
- 1974 год — Quicksand (Atlantic Records)
- 1976 год — Blue Piccolo (Whynot Records)
- 1976 год — Ted Curson and Co. (India Navigation)
- 1978 год — 'Round About Midnight
- 1979 год — Snake Johnson (Chiaroscuro Records)
- 1980 год — I Heard Mingus
- 1990 год — Travelling On

### Как приглашённый музыкант

#### Совместно с Ч. Мингусом
- Pre Bird (1960)
- Mingus at Antibes
- Charles Mingus Presents Charles Mingus (1960)

#### Совместно с Арчи Шепом
- Fire Music (1965)

#### Совместно с Анджеем Тжасковским
- Seant (1966)

#### Совместно с Spirit Of Life Ensemble
- Live Au Duc (2001)
- Planet Jazz (2009)